# Doassinga callitrichis
Doassinga callitrichis är en svampart som först beskrevs av Liro, och fick sitt nu gällande namn av Vánky, R. Bauer & Begerow 1998. Doassinga callitrichis ingår i släktet Doassinga och familjen Doassansiaceae.   Inga underarter finns listade i Catalogue of Life.